# 宋福龙
宋福龙（1964年8月—），河北清苑人，中华人民共和国政治人物。现任中国人民政治协商会议江西省委员会黨組書記、主席。

## 生平
曾在中央纪委工作多年，担任过中央纪委执法监察室主任、第十纪检监察室主任等职，2015年任中央纪委驻交通运输部纪检组组长、交通运输部党组成员。2018年纪检监察体制改革后，继续担任中央纪委国家监委驻交通运输部纪检监察组组长、交通运输部党组成员。
2021年2月，任中共广东省委常委、省纪委书记，广东省监察委员会主任等职务。
2024年12月，跨省任中国人民政治协商会议江西省委员会黨組書記，2025年1月当选为江西省政协主席。